# Баби (Алабама)
Баби (енгл. Babbie) град је у америчкој савезној држави Алабама. По попису становништва из 2010. у њему је живело 603 становника.

## Демографија
Према попису становништва из 2010. у граду је живело 603 становника, што је 24 (3,8%) становника мање него 2000. године.
| Група             | 2000.       | 2010.       |
| Белци             | 620 (98,9%) | 583 (96,7%) |
| Афроамериканци    | 1 (0,2%)    | 0 (0,0%)    |
| Азијати           | 2 (0,3%)    | 9 (1,5%)    |
| Хиспаноамериканци | 0 (0,0%)    | 1 (0,2%)    |
| Укупно            | 627         | 603         |